# Archidiecezja Sherbrooke
Archidiecezja Sherbrooke – archidiecezja rzymskokatolicka w Kanadzie. Powstała w 1874 jako diecezja. W 1951 podniesiona do rangi archidiecezji.

## Biskupi ordynariusze
- Antoine Racine (1874–1893)
- Paul-Stanislaus La Rocque (1893–1926)
- Alphonse-Osias Gagnon (1927–1941)
- Philippe Servulo Desranleau (1941–1952)
- Georges Cabana (1952–1967)
- Jean-Marie Fortier (1968–1996)
- André Gaumond (1996–2011)
- Luc Cyr (2011–obecnie)